# Fred de Vries
Fred M. de Vries (Rotterdam, 1959) is een Nederlands journalist en schrijver, die sinds 2003 woont en werkt in Zuid-Afrika. Als journalist werkte hij voor onder andere de Volkskrant, Elsevier en De Groene Amsterdammer. Als schrijver brak hij in 2006 door met het boek Club Risiko.

## Carrière
De Vries groeide op in Rotterdam. In 1991 studeerde hij aan de Rijksuniversiteit Utrecht af in de Sociale Geografie van de Ontwikkelingslanden. Terug in Rotterdam volgde hij daarna aan de Erasmus Universiteit nog de Postacademische Dagbladopleiding (PDOJ). 
Na zijn studie woonde hij eerst enige jaren in Kenia, Oeganda en Eritrea. In 2003 vestigde hij zich in Zuid-Afrika. Van 1996 tot 2001 werkte hij voor de Volkskrant als buitenlandredacteur en Rotterdam-correspondent. Sindsdien werkt hij regelmatig voor de tijdschriften Elsevier en De Groene Amsterdammer.

## Publicaties (selectie)
- Respect! Rappen in Fort Europa, met Toine Heijmans, 1998.
- Club Risiko: De jaren tachtig toen en nu, 2006.
- Afrikaners: Een volk op drift, 2012.[3]
- Gehavende stad: Muziek en literatuur in Rotterdam van 1960 tot nu, met Erik Brus. Amsterdam: Lebowski', 2012.[4]
- Pistorius: Elk land zijn held, Nijgh & Van Ditmar, 2014.
- Rigtingbedonnerd, Zuid-Afrika: Tafelberg. De vertaling van Afrikaners.
- Wiegelied voor de witte man, 2019.